# 3190 Aposhanskij
3190 Aposhanskij је астероид главног астероидног појаса чија средња удаљеност од Сунца износи 2,995 астрономских јединица (АЈ).
Апсолутна магнитуда астероида је 12,8.